# 元気を出して
「元気を出して」（げんきをだして）は、薬師丸ひろ子の歌。竹内まりやが作詞・作曲、椎名和夫が編曲を行い、1984年（昭和59年）2月14日にリリースされた薬師丸の最初のアルバム『古今集』の1曲目に収録されたものである。

## 解説
- 竹内は、ジェームス・テイラーと離婚（1983年/昭和58年）した後のカーリー・サイモンの痛々しい様子を見て、カーリーを励ましたいと思ってこの曲を作ったという[1]（のちの竹内によるセルフカバーでも山下達郎はジェームス・テイラーを意識した編曲を行なっている）。
- 薬師丸の曲制作のオファーを受けていた竹内は、失恋で傷心の友人を励ます女の子同士の曲があまり無いことを踏まえ、薬師丸の清純な歌声にはうってつけのテーマと考えて一気にこの曲を書き上げた[1]。
- この曲は2010年代において、世代を超えて若年層にも親しまれており[2]、2011年（平成23年）12月に goo が行った「竹内まりやの一番好きなシングルランキング」では得票数トップになるなど[3]、1980年代の名曲として[4]竹内の代表曲の一つともなっている。

## 収録アルバム
この曲は以下のアルバムに収録されている。
1. 古今集
2. LOVER'S CONCERTO (VALENTINE VERSION) - 編曲は井上鑑
3. '87 薬師丸ひろ子ファーストライヴ 星紀行 - コンサート・ライブ、編曲は椎名和夫
4. ベストコレクション
5. Love Collection 1981-2000
6. 歌物語
7. Mariya's Songbook

## 竹内まりやのセルフ・カバー
- 竹内まりやの17枚目のシングル。1988年11月28日にアルファ・ムーン（現・ワーナーミュージック・ジャパン）よりセルフカバーとして発売された。

### 解説
- 前作から数えて1年ぶりとなる作品。
- 1987年（昭和62年）のシングル「夢の続き」のB面および同年のアルバム『REQUEST』にも収録されており、1988年にSEIKO「ドルチェ & エクセリーヌ」のCMソングとして採用されたことから、同年にリカットされた。
- B面曲の「OH NO, OH YES!」ともども過去に他の歌手に提供した楽曲であり、両曲ともアルバム『REQUEST』からのシングル・カットである。
- 「元気を出して」を提供された薬師丸ひろ子は、この録音ではコーラスとして参加している。
- タイアップでも後に多く使われ、テレビドラマでは『フレーフレー人生!』（よみうりテレビ、2001年）、『続・平成夫婦茶碗』（日本テレビ、2002年）にて挿入曲、CMでは東京ビューティーセンター（坂井真紀出演・1992年）[5]、アサヒビール「アサヒ生ビール」（新垣結衣出演・2021年 - 、芳根京子出演・2023年 - [6]）でも使われている。
- 2008年（平成20年）のシングル「幸せのものさし/うれしくてさみしい日 (Your Wedding Day)」にはリマスター版が収録されている。MVには女優の高畑充希が出演している。
- カップリング曲の「OH NO, OH YES!」は、中森明菜の1986年（昭和61年）のアルバム『CRIMSON』に提供した楽曲である。

### レコード・8cmCD
全作詞・作曲：竹内まりや／編曲：山下達郎
1. 元気を出して
2. OH NO, OH YES!

### シングル・カセット
- A面

1. 元気を出して
2. 元気を出して（オリジナル・カラオケ）

- B面

1. OH NO, OH YES!
2. OH NO, OH YES!（オリジナル・カラオケ）

### 収録シングル・アルバム
1. 「夢の続き」（1. B面収録曲）
2. 「幸せのものさし/うれしくてさみしい日(Your Wedding Day)」（1. '08 New Remasterとして収録）
3. 『REQUEST』（1. 2.）
4. 『Impressions』（1.）
5. 『Souvenir 〜 Mariya Takeuchi Live』（1. ライブ音源で収録）
6. 『Expressions』（1.）
7. 「縁の糸」（初回限定版にCD-EXTRAとして収録）
8. 『Turntable』（2.）
9. 『歌を贈ろう』（1. 2024 New Remasterとして収録）

## 島谷ひとみのカバー・シングル
島谷ひとみの11枚目のシングル (CCCD) として発売されたカバー・バージョン。2003年（平成15年）6月4日にavex traxからリリースされた。
- 過去の名曲をポップにアレンジしてカバーするという島谷のスタイルが生かされ[4]、カラフルな仕上がりになっている[4]。著名な歌だけに、島谷はカバーするにあたりかなりプレッシャーを感じたという[8][9]。
- リリース直後の同年6月8日に放送された、竹内の夫である山下達郎のラジオ番組『サンデー・ソングブック』にて島谷版がオンエアされ、山下は島谷版を「元気があってよろしい」と評した。また、島谷はこの曲で同年の『紅白歌合戦』に2度目の出場を果たしている（紅白では間奏のギターは押尾コータローが担当した）。
- 島谷の3rdアルバム『GATE〜scena III〜』に「GATE version」が収録されている（曲の終わり方が異なる）。ベストアルバム『Delicious!〜The Best of Hitomi Shimatani〜』にも「GATE version」が収録されている。

### 収録曲
1. 元気を出して
  - 作詞･作曲:竹内まりや/編曲:大野宏明
  - NHK夜の連続ドラマ 2003年度主題歌
2. ツキノイノリ
  - 作詞:MIZUE/作曲:川端正美/編曲:田辺恵二
3. 元気を出して (instrumental)
4. ツキノイノリ (instrumental)

### 収録アルバム
1. 『GATE〜scena III〜』（GATE version）
2. 『Delicious!〜The Best of Hitomi Shimatani〜』（GATE version）

## カバー曲の一覧
ここでは、セルフカバーも含め、公式に発売されているカバー曲を時系列で記述する。日付に元号が添えていないものは、日本国外で発売されている。
「元気を出して」は1987年（昭和62年）に竹内がセルフカバーしているほか、中国語カバー（北京語と広東語のいずれか）が香港と台湾あるいは両地域で2005年までに4度発売されている。日本におけるセルフ以外のカバーは早くも初年（1984年）にピアノソロ曲を出した村松健や、2003年（平成15年）にカバーしてヒットさせた島谷ひとみばかりでなく、多くのカバー曲が生み出されてきた。特に2008年（平成20年）からは同じ年にカバー曲を出すミュージシャンが幾人もいる状況が珍しくなくなった。
- 1984年（昭和59年）11月1日 - 村松健 / アルバム『季節と七つの物語〜ピアノとゆるやかな時間〜』内のピアノソロ曲。[10]
- 1987年（昭和62年）8月12日 - 竹内まりや / シングル「夢の続き」B面収録曲、および、アルバム『REQUEST』収録曲として初出。
- 1987年 - 露雲娜（英語名：Rowena Ellen Cortes）/ 香港で広東語版を発売。アルバム『露雲娜'87』収録曲「手掌上的電話號碼」
- 1989年 - 譚耀文（英語名：Patrick Tam） / 香港で広東語版を発売。アルバム『為你解悶』収録曲「泡沫裏的夢」
- 1991年 - 林羽萍（拼音：Lín Yŭpíng、英語名：Jessica）

台湾と香港で北京語版を発売。アルバム『被愛』の収録曲「清醒之後」という形であった。中国語歌詞は王中言（高雄市出身の台湾人作家で作詞家）の担当であったが、作曲者名は「竹内まりや」の中国語表記で「竹內瑪莉亞」とすべきところが「熊天龍」という全く違う名前になっている。
- 1999年（平成11年） - スターダストレビュー / アルバム『DEVOTION』収録曲。
- 2002年（平成14年） - 工藤静香 / アルバム『昭和の階段 Vol.1』収録曲。
- 2003年4月16日、エリック・マーティン（アルバム『Sincerely...II〜Mariya Takeuchi Songbook〜』収録曲）
- 2003年（平成15年）6月4日 - 島谷ひとみ / アルバム『GATE〜scena III〜』収録曲。
- 2005年 - 王心凌（英語名：Cyndi Wang） / 台湾で北京語版を発売。アルバム『Cyndi With U』収録曲「打起精神來」
- 2006年（平成18年） - 岩崎宏美 / アルバム『Dear Friends III』収録曲。
- 2007年（平成19年） - 徳永英明 / アルバム『VOCALIST 3』収録曲。
- 2008年（平成20年） - JUJU / シングル「やさしさで溢れるように」c/w。
- 2008年（平成20年） - 手嶌葵 / アルバム『虹の歌集』収録曲。
- 2008年（平成20年） - みつき (高畑充希)/ シングル「夏のモンタージュ」c/w。
- 2008年（平成20年） - Donna Fiore / アルバム『fiore』収録曲。
- 2008年（平成20年） - 井上かおり / オムニバスアルバム『こどもと歌いたい!ファミリーヒットソング〜おしえて・花の子ルンルン・世界中の誰よりきっと〜』収録曲。
- 2009年（平成21年） - 茉奈 佳奈 / アルバム『ふたりうた2』収録曲。
- 2009年（平成21年） - CHARA / シングル「片想い」c/w。
- 2009年（平成21年） - 稲垣潤一 / シングル『クリスマスキャロルの頃には』c/w。
- 2009年（平成21年） - 押尾コータロー / アルバム『Tussie Mussie』でインストゥルメンタルとしてカバー。
- 2011年（平成23年） - Tiara / シングル『WINTER GIFT with MIHIRO 〜マイロ〜』c/w。
- 2012年（平成24年） - 沼倉愛美、原由実、浅倉杏美、たかはし智秋 / アルバム『THE IDOLM@STER STATION!!! Nouvelle Vague』収録曲。
- 2013年（平成25年） - 森恵 / アルバム『RE:MAKE1』収録曲。
- 2013年（平成25年） - 石川ひとみ / アルバム『THE REBORN SONGS〜すずらん〜』収録曲。
- 2014年（平成26年） - May J. / アルバム『Heartful Song Covers』収録曲。
- 2014年（平成26年） - 村上ゆき / アルバム『Piano Woman〜友だちから〜』収録曲。
- 2015年（平成27年）1月21日 - 城南海 / アルバム『サクラナガシ』収録曲。編曲はただすけ。
- 2015年（平成27年） - 福山雅治 / アルバム『「魂リク」』収録曲。
- 2016年（平成27年） - 渋谷すばる / アルバム『歌』収録曲[12]。
- 2020年（令和2年） - 岩佐美咲 / シングル「右手と左手のブルース」初回限定盤c/w。
- 2022年（令和4年） - 川崎鷹也 / カバーEP『白』収録曲。